# Puya prosanae
Puya prosanae är en gräsväxtart som beskrevs av Pierre Leonhard Ibisch och Elvira Angela Gross. Puya prosanae ingår i släktet Puya och familjen Bromeliaceae.
Artens utbredningsområde är Bolivia. Inga underarter finns listade i Catalogue of Life.

## Bildgalleri

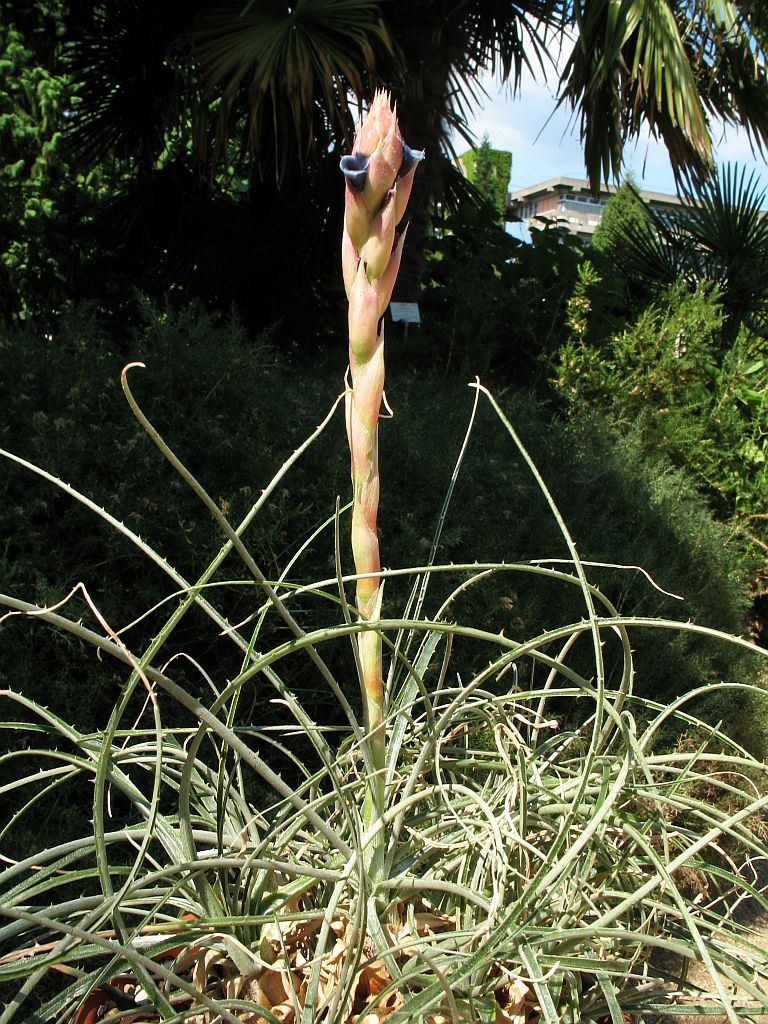
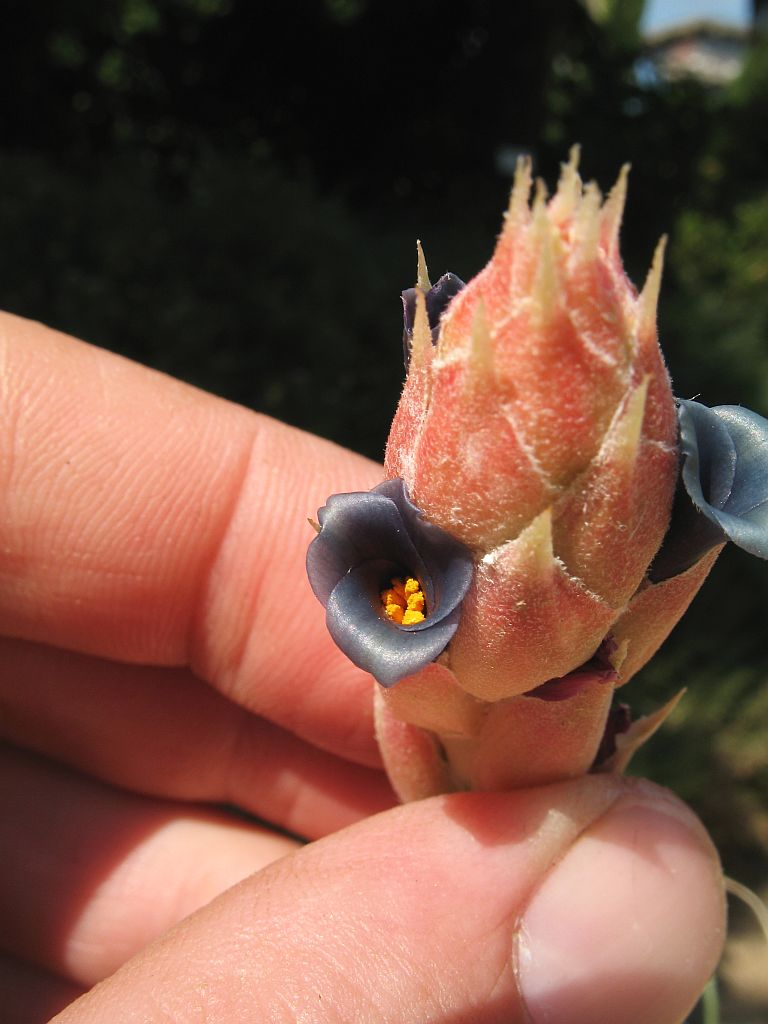